# Omega Pharma-Quick-Step Cycling Team/Saison 2013
Dieser Artikel listet Erfolge und Fahrer des Radsportteams Omega Pharma-Quick-Step in der Saison 2013 auf.

## Erfolge in der UCI WorldTour
In den Rennen der Saison 2013 der UCI WorldTour gelangen die nachstehenden Erfolge.
| Datum          | Rennen                                               | Sieger                  |
| -------------- | ---------------------------------------------------- | ----------------------- |
| 6. März        | 1. Etappe Tirreno–Adriatico (MZF)                    | Omega Pharma-Quick Step |
| 9. März        | 6. Etappe Paris–Nizza                                | Sylvain Chavanel        |
| 12. März       | 7. Etappe Tirreno-Adriatico (EZF)                    | Tony Martin             |
| 18. März       | 1. Etappe Volta Ciclista a Catalunya                 | Gianni Meersman         |
| 19. März       | 2. Etappe Volta Ciclista a Catalunya                 | Gianni Meersman         |
| 6. April       | 6. Etappe Vuelta al País Vasco (EZF)                 | Tony Martin             |
| 24. April      | 1. Etappe Tour de Romandie                           | Gianni Meersman         |
| 26. April      | 3. Etappe Tour de Romandie                           | Gianni Meersman         |
| 28. April      | 5. Etappe Tour de Romandie (EZF)                     | Tony Martin             |
| 4. Mai         | 1. Etappe Giro d’Italia                              | Mark Cavendish          |
| 9. Mai         | 6. Etappe Giro d’Italia                              | Mark Cavendish          |
| 16. Mai        | 12. Etappe Giro d’Italia                             | Mark Cavendish          |
| 17. Mai        | 13. Etappe Giro d’Italia                             | Mark Cavendish          |
| 26. Mai        | 21. Etappe Giro d’Italia                             | Mark Cavendish          |
| 5. Juni        | 4. Etappe Critérium du Dauphiné Libéré (EZF)         | Tony Martin             |
| 3. Juli        | 5. Etappe Tour de France                             | Mark Cavendish          |
| 10. Juli       | 11. Etappe Tour de France (EZF)                      | Tony Martin             |
| 12. Juli       | 13. Etappe Tour de France                            | Mark Cavendish          |
| 13. Juli       | 14. Etappe Tour de France                            | Matteo Trentin          |
| 14. August     | 3. Etappe Eneco Tour                                 | Zdeněk Štybar           |
| 16. August     | 5. Etappe Eneco Tour (EZF)                           | Sylvain Chavanel        |
| 18. August     | 7. Etappe Eneco Tour                                 | Zdeněk Štybar           |
| 12.–18. August | Gesamtwertung Eneco Tour                             | Zdeněk Štybar           |
| 30. August     | 7. Etappe Vuelta a España                            | Zdeněk Štybar           |
| 22. September  | UCI-Straßenweltmeisterschaft – Mannschaftszeitfahren | Omega Pharma-Quick Step |

## Erfolge in der UCI America Tour
In den Rennen der Saison 2013 der UCI America Tour gelangen die nachstehenden Erfolge.
| Datum      | Rennen                     | Kat. | Sieger         |
| ---------- | -------------------------- | ---- | -------------- |
| 21. Januar | 1. Etappe Tour de San Luis | 2.1  | Mark Cavendish |

## Erfolge in der UCI Asia Tour
In den Rennen der Saison 2013 der UCI Asia Tour gelangen die nachstehenden Erfolge.
| Datum         | Rennen                      | Kat. | Sieger         |
| ------------- | --------------------------- | ---- | -------------- |
| 5. Februar    | 3. Etappe Tour of Qatar     | 2.HC | Mark Cavendish |
| 6. Februar    | 4. Etappe Tour of Qatar     | 2.HC | Mark Cavendish |
| 7. Februar    | 5. Etappe Tour of Qatar     | 2.HC | Mark Cavendish |
| 8. Februar    | 6. Etappe Tour of Qatar     | 2.HC | Mark Cavendish |
| 3.–8. Februar | Gesamtwertung Tour of Qatar | 2.HC | Mark Cavendish |

## Erfolge in der UCI Europe Tour
In den Rennen der Saison 2013 der UCI Europe Tour gelangen die nachstehenden Erfolge.
| Datum           | Rennen                                            | Kat. | Sieger             |
| --------------- | ------------------------------------------------- | ---- | ------------------ |
| 17. Februar     | 4. Etappe Volta ao Algarve (EZF)                  | 2.1  | Tony Martin        |
| 14.–17. Februar | Gesamtwertung Volta ao Algarve                    | 2.1  | Tony Martin        |
| 1. März         | Prolog Driedaagse van West-Vlaanderen (EZF)       | 2.1  | Kristof Vandewalle |
| 1.–3. März      | Gesamtwertung Driedaagse van West-Vlaanderen      | 2.1  | Kristof Vandewalle |
| 27. März        | 2. Etappe Driedaagse van De Panne-Koksijde        | 2.HC | Mark Cavendish     |
| 28. März        | 3b. Etappe Driedaagse van De Panne-Koksijde (EZF) | 2.HC | Sylvain Chavanel   |
| 26.–28. März    | Gesamtwertung Driedaagse van De Panne-Koksijde    | 2.HC | Sylvain Chavanel   |
| 24. Mai         | 3. Etappe Ronde van België (EZF)                  | 2.HC | Tony Martin        |
| 22.–26. Mai     | Gesamtwertung Ronde van België                    | 2.HC | Tony Martin        |
| 20. Juni        | Französische Meisterschaft – Einzelzeitfahren     | CN   | Sylvain Chavanel   |
| 21. Juni        | Deutsche Meisterschaft – Einzelzeitfahren         | CN   | Tony Martin        |
| 21. Juni        | Slowakische Meisterschaft – Einzelzeitfahren      | CN   | Peter Velits       |
| 23. Juni        | Britische Meisterschaft – Straßenrennen           | CN   | Mark Cavendish     |
| 23. Juni        | Polnische Meisterschaft – Straßenrennen           | CN   | Michał Kwiatkowski |
| 21. Juli        | 2. Etappe Tour de Wallonie                        | 2.HC | Tom Boonen         |
| 4. August       | 6. Etappe Post Danmark Rundt                      | 2.HC | Mark Cavendish     |
| 9. August       | Prolog Tour de l’Ain                              | 2.1  | Gianni Meersman    |
| 11. August      | Belgische Meisterschaft – Einzelzeitfahren        | CN   | Kristof Vandewalle |
| 30.–31. August  | Gesamtwertung World Ports Classic                 | 2.1  | Nikolas Maes       |
| 18. September   | 4. Etappe Tour of Britain                         | 2.1  | Mark Cavendish     |
| 21. September   | 7. Etappe Tour of Britain                         | 2.1  | Mark Cavendish     |
| 22. September   | 8. Etappe Tour of Britain                         | 2.1  | Mark Cavendish     |
| 20. Oktober     | Chrono des Nations                                | 1.1  | Tony Martin        |

## Erfolge beim Cyclocross
In den Rennen der Saison 2012/13 der Cyclocross Tour gelangen die nachstehenden Erfolge.
| Datum      | Rennen                              | Fahrer        |
| ---------- | ----------------------------------- | ------------- |
| 12. Januar | Tschechische Meisterschaft, Stříbro | Zdeněk Štybar |

## Zugänge – Abgänge
| Zugänge                            | Team 2012                    | Abgänge           | Team 2013                 |
| ---------------------------------- | ---------------------------- | ----------------- | ------------------------- |
| Gianni Meersman                    | Lotto Belisol Team           | Dario Cataldo     | Sky ProCycling            |
| Mark Cavendish                     | Sky ProCycling               | Matthew Brammeier | Champion System           |
| Gianluca Brambilla                 | Colnago-CSF Inox             | Marco Bandiera    | IAM Cycling               |
| Pieter Serry                       | Topsport Vlaanderen-Mercator | Francesco Chicchi | Vini Fantini-Selle Italia |
| Carlos Verona                      | Burgos BH-Castilla y León    | Gerald Ciolek     | MTN Qhubeka               |
| Alessandro Petacchi (ab 1. August) | Lampre-Merida                | Levi Leipheimer   | Karriereende              |

## Mannschaft
| Name                     | Geburtstag         | Nationalität           |
| ------------------------ | ------------------ | ---------------------- |
| Tom Boonen               | 15. Oktober 1980   | Belgien                |
| Gianluca Brambilla       | 22. August 1987    | Italien                |
| Mark Cavendish           | 21. Mai 1985       | Vereinigtes Königreich |
| Sylvain Chavanel         | 30. Juni 1979      | Frankreich             |
| Kevin De Weert           | 27. Mai 1982       | Belgien                |
| Dries Devenyns           | 22. Juli 1983      | Belgien                |
| Andrew Fenn              | 1. Juli 1990       | Vereinigtes Königreich |
| Michał Gołaś             | 29. April 1984     | Polen                  |
| Bert Grabsch             | 19. Juni 1975      | Deutschland            |
| Iljo Keisse              | 21. Dezember 1982  | Belgien                |
| Michał Kwiatkowski       | 2. Juni 1990       | Polen                  |
| Nikolas Maes             | 9. April 1986      | Belgien                |
| Tony Martin              | 23. April 1985     | Deutschland            |
| Gianni Meersman          | 5. Dezember 1985   | Belgien                |
| Serge Pauwels            | 21. November 1983  | Belgien                |
| Alessandro Petacchi      | 3. Januar 1974     | Italien                |
| Jérôme Pineau            | 2. Januar 1980     | Frankreich             |
| František Raboň          | 26. September 1983 | Tschechien             |
| Pieter Serry             | 21. November 1988  | Belgien                |
| Gert Steegmans           | 30. September 1980 | Belgien                |
| Zdeněk Štybar            | 11. Dezember 1985  | Tschechien             |
| Niki Terpstra            | 18. Mai 1984       | Niederlande            |
| Matteo Trentin           | 2. August 1989     | Italien                |
| Guillaume Van Keirsbulck | 14. Februar 1991   | Belgien                |
| Stijn Vandenbergh        | 25. April 1984     | Belgien                |
| Kristof Vandewalle       | 5. April 1985      | Belgien                |
| Martin Velits            | 21. Februar 1985   | Slowakei               |
| Peter Velits             | 21. Februar 1985   | Slowakei               |
| Julien Vermote           | 26. Juli 1989      | Belgien                |
| Carlos Verona            | 4. November 1992   | Spanien                |